# Rögle BK
Le Rögle BK (Rögle Bandyklubb) est un club de hockey sur glace d'Ängelholm en Suède. Il évolue en SHL, l'élite suédoise.

## Historique
Le Rögle Bandyklubb est créé en 1932 en tant que club de bandy.
En 1966, l'équipe accède à la première division, mais est reléguée trois ans plus tard.
En 1992, elle est de nouveau promue en Elitserien, où elle joue quatre saisons.
Depuis 2015, elle évolue en SHL.
Le club remporte la Ligue des champions en 2022.

## Palmarès
- Ligue des champions :
  - 2022.
- Allsvenskan :
  - 1992.
- Division 1 :
  - 1986, 1991, 1998, 1999.

## Numéros retirés
- 1 - Kenth Svensson
- 9 - Lennart Åkesson
- 13 - Roger Elvenes
- 19 - Kenny Jönsson
- 25 - Stefan Elvenes
- 26 - Jakob Johansson